# Gorjuše
Gorjuše – wieś w Słowenii, w gminie Bohinj. W 2018 roku liczyła 147 mieszkańców.